# Fortificaciones de Sanlúcar de Barrameda
La villa (hoy ciudad) española de Sanlúcar de Barrameda en la andaluza provincia de Cádiz, fue repoblada por a partir de 1298 Guzmán el Bueno, I Señor de Sanlúcar, ayudando a los repobladores con ventajas fiscales. Construyó las murallas y un castillo, conocido con el tiempo como el “Alcázar Viejo”, en contraposición con la "Fortaleza Nueva" o Castillo de Santiago. A la ciudadela se accedía por la Puerta de Jerez, la Puerta del Mar o de la Cuesta de la Villa, la Puerta de Rota o de la Fuente Vieja y la Puerta de Sevilla, así como por la Torre de Plateros. Fuera de ella crecían varios arrabales, como el Arrabal de la Ribera y el Arrabal de Rota. Hoy en día se conservan algunos restos de estas murallas en el Albaicín, el Arquillo de Rota, la Puerta de Jerez, la Cuesta de Belén etc. Como defensa de la desembocadura del Guadalquivir se construyeron el Castillo del Espíritu Santo y el Baluarte de San Salvador.
|  |  |  |